# 普爾夸帕冰川
普爾夸帕冰川（英語：Pourquoi Pas Glacier）是南極洲的冰川，位於威爾克斯地，處於普爾夸帕角西北面17公里，長28公里、寬7公里，法國製圖師根據美國海軍拍攝的空中照片，現時由南極條約體系管理。